# Абдур Разаг Мафтун Дунбули
Абдур Разаг Мафтун Дунбули (перс. عبدالرزاق بیگ دونبولی‎; ок. 1763, Тебриз — ок. 1826, там же) — персидский поэт, писатель и переводчик с турецкого на персидский язык, известный под псевдонимом «Мафтун». Служил при дворе вице-короля в Тебризе во время правления Ага-Мохаммад-хана.

## Биография
Абдол Разаг Бейг был сыном Наджафа Голи хана Дунбули Биглербейги и родился в 1167 году по лунному календарю в городе Хой в провинции Тебриза. Когда ему было 10 лет, отец отправил его в Шираз, в качестве заложника вместо старшего брата для Крим Хана Занда. Он до смерти Карим-хана прожил в Ширазе, потом в Эсфегане. В течение этого времени он изучал науку и общался с учёными своего времени. Он изучал персидский и арабский языки и хорошо владел ими. Во время проживания в Ширазе дружил с Ага Моххамад ханом каджара, который в то время был также заложником.
В 1199 году Ага Моххамад хан Каджар взял Эсфаган, освободил Абдол Разага и его семью и отправил их в Азербайджан. В 1218 году Абдол Разаг стал помощником вице-короля Аббас-Мирза, с этого времени он жил в Тебризе до конца своей жизни.

## Сочинения и сборники
Он является автором около шестнадцати произведений, в том числе дивана стихов на персидском и арабском языках, а также нескольких манави под псевдонимом Мафтун («Увлеченный»):

### Проза
- «Негарестане Дара» (1241) о жизни поэтов каджарских времён и их выбранных поэзий;
- «Таджзейатол Ахрар и Таслейатол Абрар» (1228) о жизни учёных и поэтов своего времени;
- «Хадаегеол Джанан», о его истории в Ширазе и о ширазских учёных и поэтов своего времени. В ней также описывается Карим-хан Зенд;
- «Розатоладаб и Джанатолбаб» (1224), о жизни арабских поэтов и их поэзии;
- «Маасер Солтание» о правлении Фатх Али-шаха с его вступления в престол в 1241 году, в этом же году она была опубликована в Тебризе;
- «Хагани», в которой написано о Фатх Али-шахе, копия которого имеется в библиотеке парламента Ирана.

### Поэзия
- «Маснови наз о ниаз»;
- «Хадигах»;
- «Хадаегол анбар»;
- «Хомаюн намэ»;
- «Рейазол джанах».